# Gaucelm
Gaucelm o Gauzhelm (796 - Chalon-sur-Saône, França, 834) fou comte de Rosselló (812-832), d'Empúries (ca. 817-832), de Conflent i de Rasès (828-832). Era fill de Guillem I de Tolosa i de Witburge de Herbages.

## Fets destacables
Se l'identifica amb el comte Gauzhelm (significat germànic "d'Elm de Déu"), va exercir com un dels missi dominici del rei Lluís el Pietós; és esmentat al diploma de 28 de desembre del 807 amb relació a la demarcació d'alguns béns del monestir de Gel·lona.
Va succeir al seu pare en el comtat de Rosselló l'any 812 apareixent amb el nom de Gaucelm però aquest nom sembla error del copista.
Va ajudar el seu germanastre Bernat I de Tolosa durant la revolta d'Aissó, una revolta dels magnats gots, amb el suport de l'emirat de Còrdova. L'any 828, un cop acabada la revolta d'Ayxun ibn Sulayman ibn Yaqdhan al-Arabí en contra del seu germà, el Duc de Septimània, es va celebrar a Aquisgrà una assemblea presidida per l'emperador. Una de les decisions que es va prendre va ser la de desposeïr a Guillemó de Septimània, fill de Berà, dels seus territoris. Com a conseqüència, Gaucelm va ser designat nou comte de Rasès i Conflent.
Quan l'any següent el seu germanastre, Bernat de Septimània, fou cridat a la cort de Lluís el Pietós, Gaucelm s'encarregà també dels comtats d'ell, així tingué també sota les seves mans el comtat de Barcelona, el comtat de Girona i el comtat de Narbona. Aquest fet li va suposar convertir-se, tot i que de manera provisional, en Marqués de Septimània.
Implicat en les guerres del final del regnat de Lluís el Pietós, Gaucelm va perdre els honors catalano-septimans a favor de Berenguer de Tolosa, enemic acèrrim del seu germà, i fou decapitat el 834.